# Pritha
Pritha es un género de arañas araneomorfas de la familia Filistatidae. Se encuentra en el sur de Asia y la Cuenca del Mediterráneo.

## Lista de especies
Según The World Spider Catalog 11.5:
- Pritha albimaculata (O. Pickard-Cambridge, 1872)
- Pritha ampulla Wang, 1987
- Pritha bakeri (Berland, 1938)
- Pritha beijingensis Song, 1986
- Pritha condita (O. Pickard-Cambridge, 1873)
- Pritha crosbyi (Spassky, 1938)
- Pritha dharmakumarsinhjii Patel, 1978
- Pritha garciai (Simon, 1892)
- Pritha hasselti (Simon, 1906)
- Pritha heikkii Saaristo, 1978
- Pritha insularis (Thorell, 1881)
- Pritha lindbergi (Roewer, 1962)
- Pritha littoralis (Roewer, 1938)
- Pritha nana (Simon, 1868)
- Pritha nicobarensis (Tikader, 1977)
- Pritha pallida (Kulczynski, 1897)
- Pritha poonaensis (Tikader, 1963)
- Pritha sechellana Benoit, 1978
- Pritha spinula Wang, 1987
- Pritha sundaica (Kulczynski, 1908)
- Pritha tenuispina (Strand, 1914)
- Pritha zebrata (Thorell, 1895)